# Buenos Aires (Lázaro Cárdenas)
Buenos Aires es una localidad del estado mexicano de Michoacán de Ocampo, parte del municipio de Lázaro Cárdenas del que tiene el carácter de tenencia.